# Torsnäs
Torsnäs is een plaats in de gemeente Karlskrona in het landschap Blekinge en de provincie Blekinge län in Zweden. De plaats heeft 72 inwoners (2005) en een oppervlakte van 21 hectare.